# De antieke melodieën van Russische volksliedjes
De antieke melodieën van Russische volksliedjes is een compositie van de Rus Rodion Sjtsjedrin.
Sjtsjedrin is een buitenbeentje in de hedendaagse muziekwereld van Rusland. Men neigt daarin naar verregaande modernismen, terwijl Sjtsjedrin nu juist teruggaat naar het verleden. In dat kader is het niet verwonderlijk dat hij teruggrijpt op de Antieke melodieën, want deze werden eind 19e eeuw bijeengebracht door Nikolaj Rimski-Korsakov. Sindsdien speelden Russische componisten, onder wie ook Igor Strawinski, leentjebuur uit dat liederenboek. In 2007 vond Sjtsjedrin het ook een goed idee om voor dit werk voor cello en piano terug te grijpen op dat boek. Hij leende vijf liederen en zette die over naar die instrumenten. De cello zingt als het ware als zangstem boven de begeleidende piano. De muziek is veel minder modern dan bijvoorbeeld zijn sonate voor cello en piano uit 1996.

## Delen
Er zijn vijf liederen gebruikt:
1. Lento in poco rubato (lied 73)
2. Allegro ma non troppo (lied 61)
3. Maestoso (lied 6)
4. Adagietto (lied 14)
5. Moderato (lied 11).

De delen zijn ongeveer even lang, maar verschillen van stemming. Het eerste is een klaaglied, het tweede wordt door de cello grotendeel pizzicato gespeeld, in deel 3 wordt de melodieuze cello steeds onderbroken door akkoorden van de piano, deel vier sterft langzaam weg, deel 5 bevat contrapunt. Deel 5 heeft dezelfde basis als Tsjaikovskis eerste strijkkwartet. De muziek is grotendeels melodieus en doet anachronistisch aan. De eerste uitvoering vond plaats in Londen met Raphael Wallfisch als cellist en de componist achter de piano.

## Discografie
- Uitgave Nimus Records: Wallfish en Sjtsjedrin